# Magnifica Comunità di Cadore
La Magnifica Comunità di Cadore è un'antica istituzione rappresentativa delle comunità dell'intero Cadore, nelle Dolomiti bellunesi.

## Descrizione
Fu istituita nel 1338 come organo di autogoverno delle popolazioni cadorine, rappresentate a livello di villaggio dalle Regole ed a livello "regionale" proprio dalla Magnifica Comunità. Nel 1347 fu riconosciuta dal Patriarcato di Aquileia. Dal 1420 fu sotto la protezione della Repubblica di Venezia.
Le antiche norme di autogoverno del Cadore sono per lo più raccolte negli Statuti cadorini, attualmente conservati ad Innsbruck, (ne esiste una copia anastatica a Pieve presso la Magnifica) che delineavano un sistema giuridico del tutto peculiare nel panorama europeo. Il quadro storico ed istituzionale mettono in luce grandissime somiglianze fra la Magnifica Comunità di Cadore e la Magnifica Comunità di Fiemme, nel generale contesto delle vicinie.
Nel 1511, durante la Guerra della Lega di Cambrai, la Serenissima dovette cedere all'Impero il territorio di Ampezzo, che pertanto da quel momento si separò dal resto del Cadore. Nel 1807 l'ordinamento amministrativo napoleonico determinò lo scioglimento della Magnifica Comunità, a favore dell'istituzione di diciannove comuni. Nel 1875, tuttavia, furono proprio i comuni cadorini a far rinascere la Magnifica Comunità, questa volta come ente morale con lo scopo di promuovere e conservare il patrimonio spirituale e culturale del Cadore.
Del Consiglio dell'attuale Magnifica Comunità fanno parte 29 membri: un rappresentante per ognuno dei 22 Comuni membri, più 7 membri scelti fra altri enti ed istituzioni del Cadore: tra questi 7, di diritto è membro del Consiglio l'Arcidiacono del Cadore (ovvero il parroco di Pieve di Cadore, che ha un primato storico ed onorifico rispetto agli altri parroci cadorini). Il Consiglio elegge il Presidente e la Giunta della Comunità.

## Storia

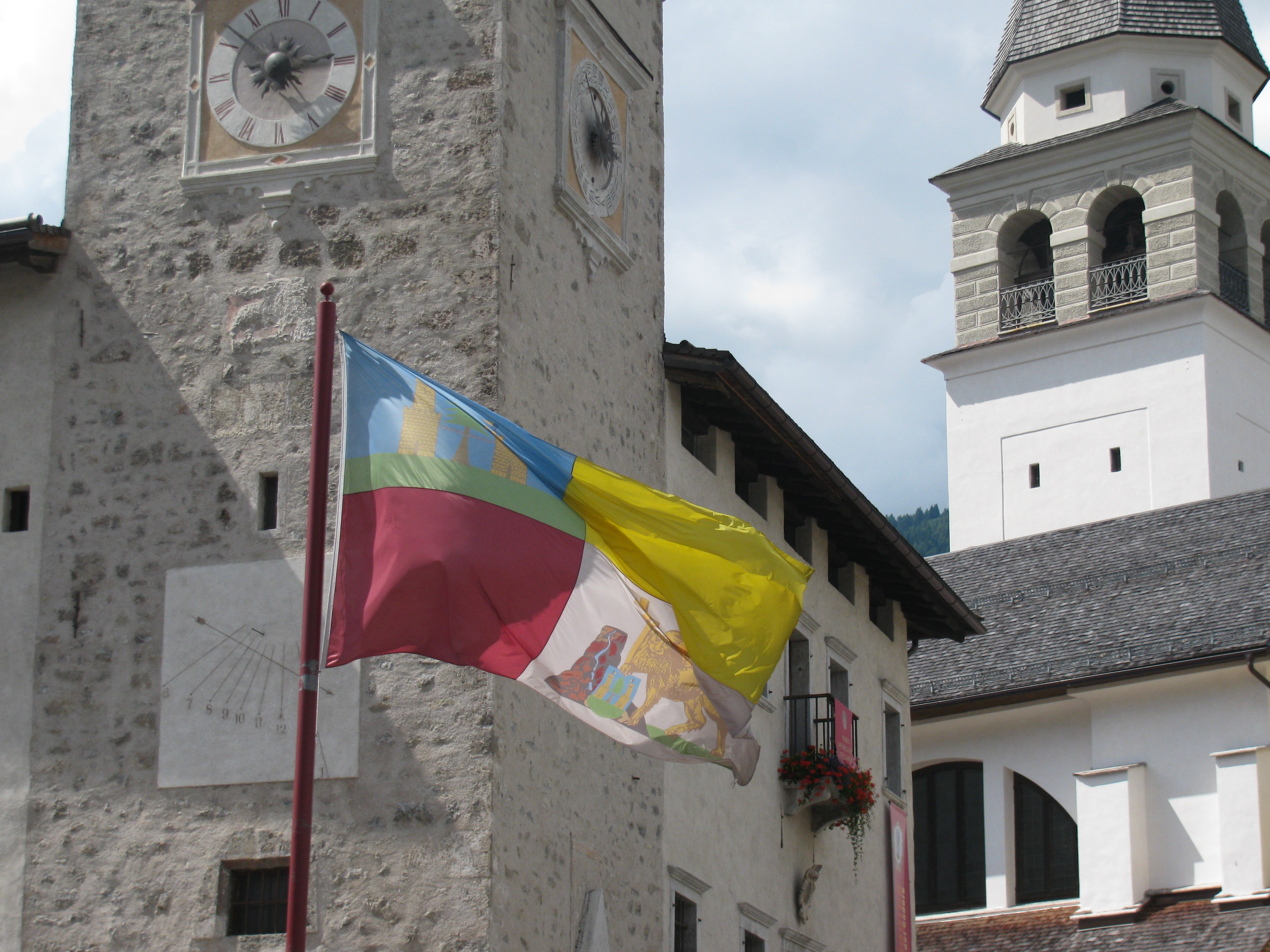
La bandiera del Cadore sventola davanti al Palazzo della Magnifica Comunità. Nei quadranti, si riconoscono lo stemma cadorino e quello della Repubblica di Venezia.

Da Pieve di Cadore, centro principale dell'attuale Cadore già in tarda epoca romana, l'evangelizzazione d'origine aquileiese toccò man mano tutti i villaggi. Il Cadore come realtà istituzionale si formò in epoca altomedievale come insieme di piccoli villaggi di etnia latina caratterizzati da un sistema di proprietà collettiva indivisa dei beni pubblici.
Nell'aprile 1077, in piena lotta per le investiture, Enrico IV di Franconia investì dei poteri secolari il Patriarca di Aquileia, che così diventò capo dello Stato ecclesiastico friulano del Sacro Romano Impero: il Patriarca aquileiense governò il Cadore prima tramite la signoria dei da Camino fino al 1335, poi, dopo un breve periodo di protettorato Tirolo-carinziano nel 1337-1347, direttamente (a partire dal 1347 con il Patriarca Bertrando di San Genesio).
Proprio la morte inaspettata di Rizzardo III da Camino (1335) portò all'affrancamento dei villaggi cadorini dal dominio feudale: nel 1338 le Regole si diedero gli Statuti cadorini, che disciplinavano l'organizzazione delle comunità e l'unione delle Regole stesse nella Magnifica Comunità cadorina. Questi Statuti di autogoverno, che furono riconosciuti prima da Carlo di Lussemburgo (come Reggente del Tirolo) e poi dal Patriarca Bertrando di San Genesio, sicuramente sanzionarono e disciplinarono istituti preesistenti, ma innovativamente diedoro al Cadore un sistema democratico di autogoverno, e ne contrassegnarono poi la vita pubblica per quasi cinque secoli.
Il sistema regolato dagli Statuti era di tipo democratico, incentrato su un "Maggior e General Consiglio" che era composto da due persone per ciascuno Centenaro del Cadore che venivano eletti dalle rispettive Comunità dopo aver prestato giuramento. L'incarico era obbligatorio, e prevedeva una pena pecuniaria per chi fosse assente ingiustificatamente. Il territorio era poi strutturato in ventisette Regole, a loro volta raggruppate in dieci Centenari o Centurie.
A seguito della Guerra tra Repubblica di Venezia e Regno d'Ungheria e della conseguente decadenza del Patriarcato, nel 1420 la Magnifica Comunità di Cadore si pose sotto la protezione della Repubblica di Venezia, la quale annesse i domini secolari di Aquileia e li integrò fra i propri Domini di Terraferma. Nel 1433 un accordo fra il doge Francesco Foscari e l'Imperatore Sigismondo sancì anche formalmente l'uscita di queste terre dal Sacro Romano Impero.
Il Cadore fu uno dei teatri della Guerra della Lega di Cambrai: fu oggetto dell'occupazione da parte di Massimiliano I d'Asburgo dal gennaio 1508 e, proprio a seguito della prima fase di questa guerra, nel 1511 il Cadore e Venezia perdettero la località di Cortina d'Ampezzo (all'epoca, Ampezzo di Cadore), che fu annessa al territorio del Tirolo asburgico e rimase alla giurisdizione ecclesiastica del Patriarcato di Aquileia, nell'Arcidiaconato del Cadore, fino al 1751 per poi passare, in tempi successivi, sotto le diocesi di Gorizia, di Lubiana e, nel 1789, di Bressanone (diocesi di Bressanone). Dal 1964 dipende dalla diocesi di Belluno-Feltre (della quale  il Cadore fa parte dal 1846 dopo il distacco dall'Arcidiocesi di Udine).
Il Cadore rimase così nell'orbita veneziana per oltre tre secoli, ovvero fino al 1797 quando il Trattato di Campoformio smembrò i territori della Serenissima fra la Francia e l'Austria: il territorio della Magnifica Comunità andò proprio agli Asburgo, insieme al resto dell'odierno Veneto. La dominazione austriaca, che conservò intatta l'antica istituzione rappresentantiva cadorina, ebbe termine tuttavia dal 1806 con la Pace di Presburgo, alla quale si dovette la cessione dei territori ex-veneziani dall'Austria al Regno d'Italia napoleonico.
Nel 1807, proprio a causa delle riforme amministrative dello Stato napoleonico, la Magnifica Comunità ed il sistema delle Regole vennero sciolti, ed il territorio cadorino suddiviso in 19 comuni, riaggregati a loro volta nei due cantoni di Auronzo e di Pieve, che facevano parte della prefettura di Belluno, dipartimento della Piave. Seguì le sorti del resto del Veneto, passando prima al Regno Lombardo-Veneto e poi - con il plebiscito del 21 ottobre 1866 - al Regno d'Italia. La Magnifica Comunità fu ricostituita nel 1875 per volere dei Comuni, come ente morale col compito di conservare e promuovere l'unità spirituale e culturale della regione. Risale a questo momento anche la scelta di aderire presa da Sappada, comunità germanofona e storicamente legata alla Carnia.
Pieve di Cadore rimase sede di sottoprefettura, con circondario corrispondente al territorio dell'antica Comunità, fino all'abolizione di questi enti nel 1926. Con l'istituzione delle Comunità montane, il territorio del Cadore si è principalmente raggruppato in tre enti distinti, mentre alcuni comuni cadorini "periferici" (Zoppè, Selva ed Ospitale) fanno parte di Comunità montane slegate dal tradizionale spazio cadorino.

### Stemma
La Magnifica Comunità ha avuto riconoscimento del proprio stemma con decreto del Capo del governo del 13 gennaio 1941.

## Il Palazzo della Magnifica Comunità

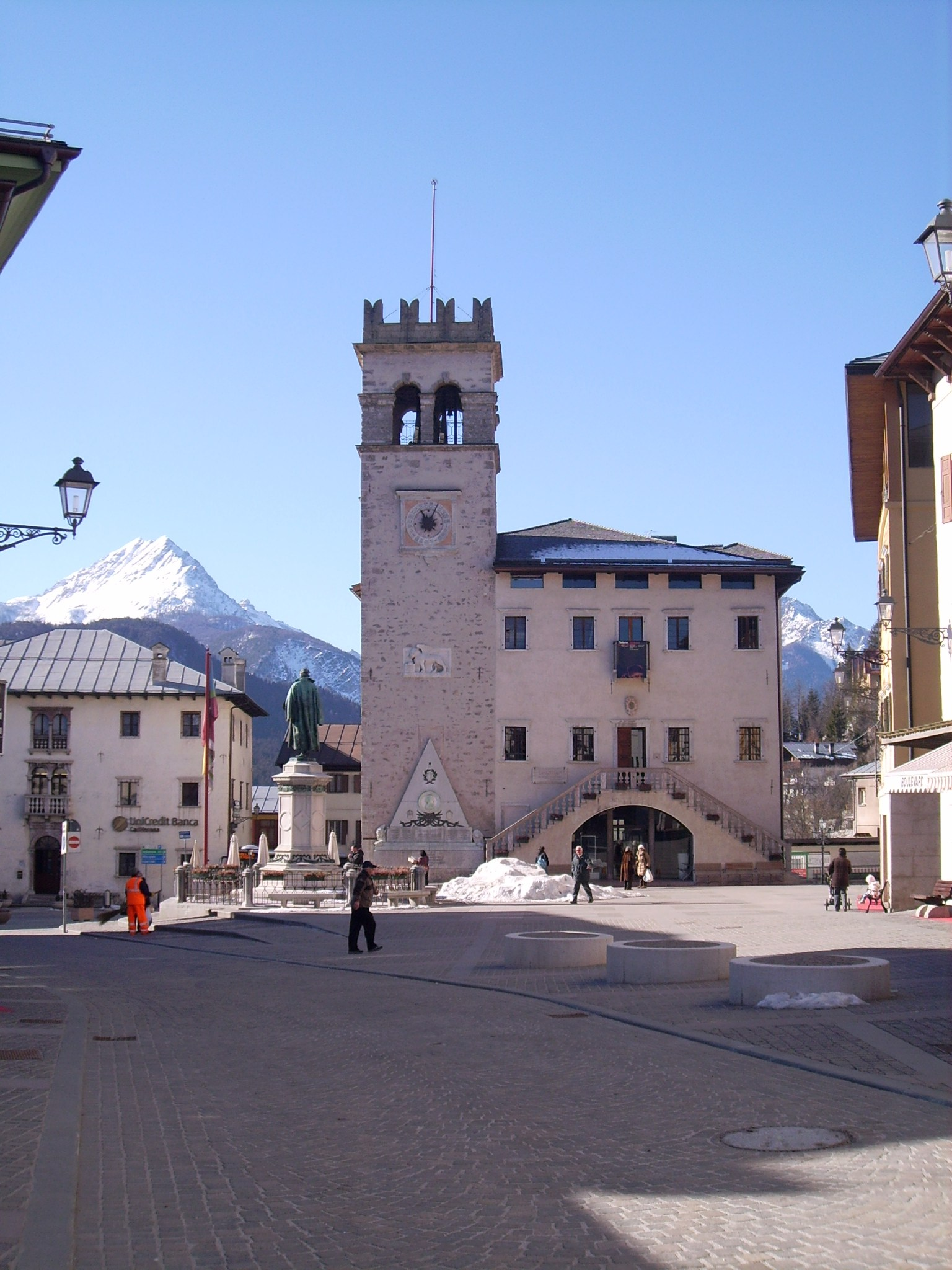
Il Palazzo della Magnifica Comunità, a Pieve di Cadore.

A Pieve di Cadore, nella centrale Piazza Tiziano accanto alla Chiesa Arcidiaconale, si erge il palazzo in cui ha sede la Magnifica Comunità di Cadore. Il Palazzo fu edificato nel 1447, mentre la torre merlata venne terminata nel 1491 ed in essa fu installata la prima campana dell'Arengo che risuonava per richiamare i deputati al Consiglio. Tuttora nella Torre è custodito l'archivio della Magnifica Comunità, costituito da pergamene e documenti di interesse storico.
Nel 1511, durante la Guerra della Lega di Cambrai, il palazzo e la torre furono però saccheggiati e bruciati: perciò, nel 1513 si procedette a lavori di ristrutturazione che durarono fino al 1558, quando un nuovo incendio danneggiò l'edificio. La costruzione attuale è, quindi, quella del tardo Cinquecento, in parte rimaneggiata sul finire dello stesso secolo per un crollo parziale del tetto a causa della neve.
All'interno, l'opera degna di maggior nota è la sala del Cancellarius, con il soffitto in legno intagliato, e che ai quattro angoli porta le quattro insegne: del lavoro, della guerra, dell'arte e della religione. Nel Palazzo si riuniva l'organo assembleare della Magnifica Comunità, il "Maggior e General Consiglio": l'edificio rappresentava dunque il centro della democrazia cadorina, regolata dagli Statuti del 1338. Il testo, originariamente composto e custodito a Pieve di Cadore, venne sottratto dalle truppe asburgiche nel 1511 e si trova oggi ad Innsbruck (presso il Tiroler Landesarchiv).
Nel 1683 al piano terra del Palazzo furono realizzate le prigioni della Comunità, mentre nel 1727 fu realizzata la scalinata in pietra che dà accesso al Palazzo. Dopo l'Unità d'Italia vennero svolti alcuni ritocchi alle decorazioni, con intento celebrativo patriottico. Nel 1980, a seguito di un restauro del Palazzo, l'ultimo piano divenne sede del Museo Archeologico Cadorino che conserva l'importante stipe votiva di Lagole e i ritrovamenti rinvenuti fra Valle e Domegge di Cadore. Nel 1996 il Palazzo fu visitato da papa Giovanni Paolo II, che era solito villeggiare spesso a Lorenzago di Cadore, come segno di omaggio all'intera popolazione cadorina.

## Elenco dei comuni
| Stemma | Attuale comune          | Nome cadorino        | Antica centena di appartenenza          | Estensione territoriale | Popolazione |
| ------ | ----------------------- | -------------------- | --------------------------------------- | ----------------------- | ----------- |
|        | Auronzo di Cadore       | Aurònžo / Aurònže    | Auronzo                                 | 220,65 km²              | 3 083       |
|        | Borca di Cadore         | Bórcia               | San Vito                                | 26,76 km²               | 824         |
|        | Calalzo di Cadore       | Cialòuž / Cialàuž    | Pieve                                   | 43,51 km²               | 1 843       |
|        | Cibiana di Cadore       | Žubiana              | Venas                                   | 21,59 km²               | 341         |
|        | Comelico Superiore      | Cumelgu d Sora       | Comelico Superiore                      | 96,15 km²               | 2 073       |
|        | Danta di Cadore         | Danta                | Comelico Superiore e Comelico Inferiore | 7,95 km²                | 432         |
|        | Domegge di Cadore       | Doméje               | Domegge                                 | 50,36 km²               | 2 274       |
|        | Lorenzago di Cadore     | Lorenžàgo            | Oltrepiave (Vigo)                       | 27,35 km²               | 570         |
|        | Lozzo di Cadore         | Lóže                 | Domegge                                 | 30,4 km²                | 1 253       |
|        | Ospitale di Cadore      | Ospedàl              | Valle San Martino                       | 39,78 km²               | 269         |
|        | Perarolo di Cadore      | Peraruò / Pararuò    | Valle San Martino                       | 43,94 km²               | 372         |
|        | Pieve di Cadore         | Pièe                 | Pieve                                   | 67,17 km²               | 3 668       |
|        | San Nicolò di Comelico  | San Colò / San Nuclò | Comelico Superiore                      | 24,16 km²               | 364         |
|        | San Pietro di Cadore    | San Pieru            | Comelico Inferiore                      | 52,13 km²               | 1 512       |
|        | Santo Stefano di Cadore | Sa Stefi             | Comelico Inferiore                      | 100,62 km²              | 2 383       |
|        | San Vito di Cadore      | San Viđo             | San Vito                                | 61,62 km²               | 1 943       |
|        | Sappada                 | Sapada               | -- Aggregata nel 1852 --                | 62,06 km²               | 1 300       |
|        | Selva di Cadore         | Sélva                | Pescul (San Vito fino al 1511)          | 33,33 km²               | 489         |
|        | Valle di Cadore         | Val                  | Valle San Martino                       | 40,64 km²               | 1 832       |
|        | Vigo di Cadore          | Vigo                 | Oltrepiave (Vigo)                       | 70,07 km²               | 1 344       |
|        | Vodo di Cadore          | Guódo                | Venas                                   | 46,88 km²               | 830         |
|        | Zoppè di Cadore         | Zopè / Žopié         | Venas                                   | 4,33 km²                | 189         |
|        | TOTALE                  | TOTALE               | TOTALE                                  | 1171,25 km²             | 29 188      |

Cortina d'Ampezzo, capo della centuria d'Ampezzo (Anpezo), si autoescluse dalla Magnifica Comunità nel 1511; da allora Pescul divenne la decima centena cadorina, staccandosi da San Vito.

## Galleria d'immagini

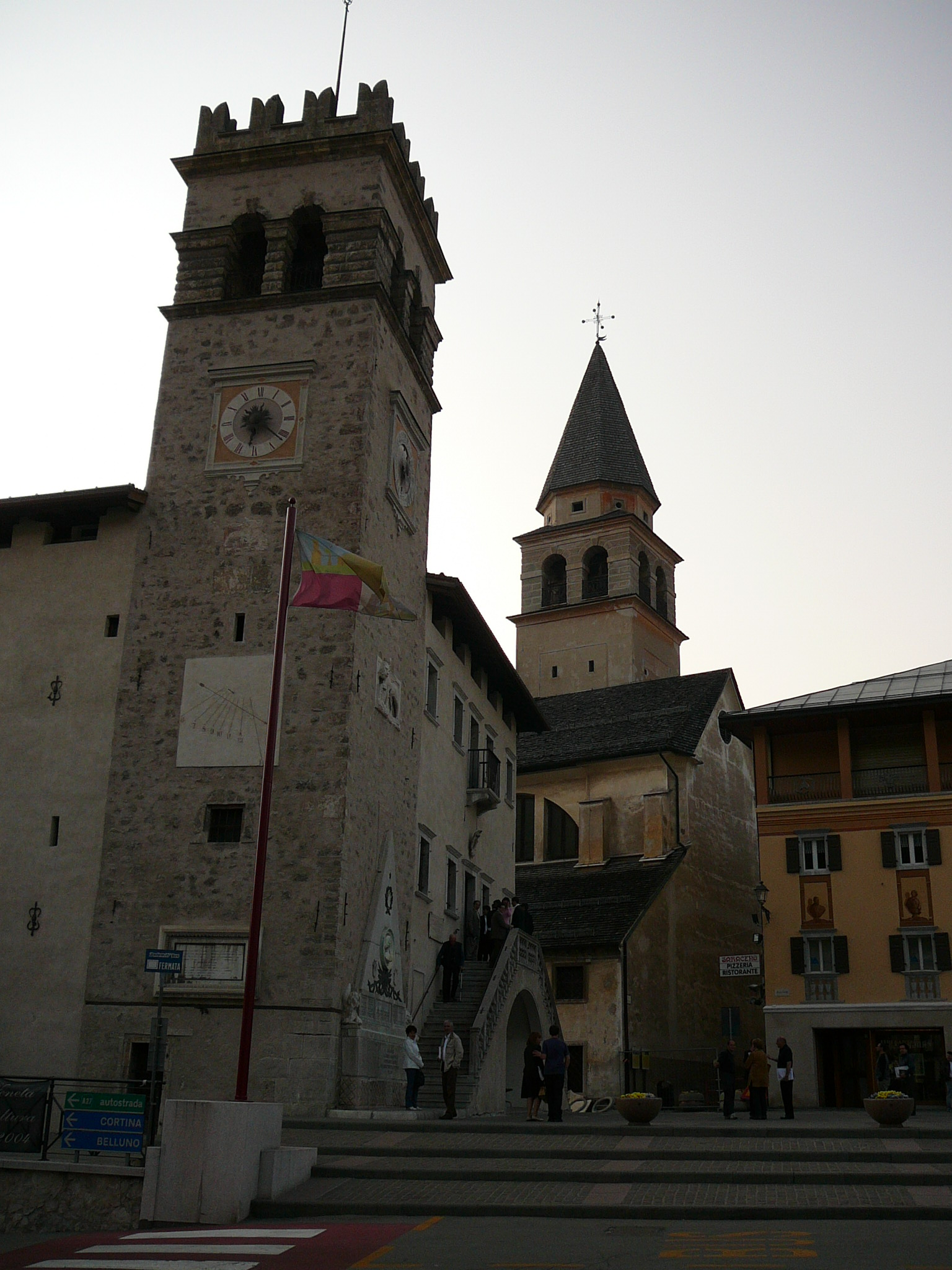
Il Palazzo della Magnifica Comunità
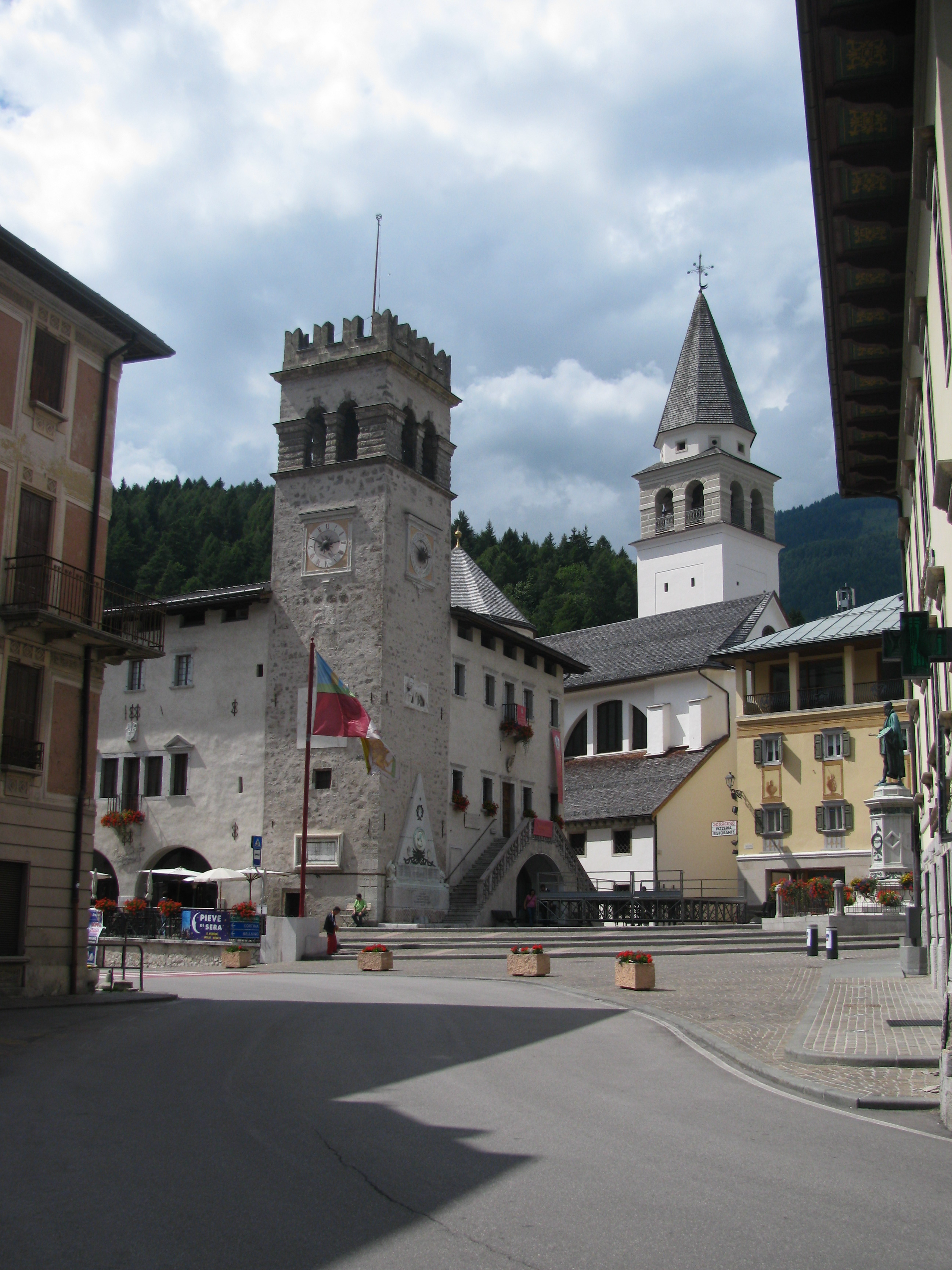
Il Palazzo e, sullo sfondo, la Chiesa arcidiaconale del Cadore
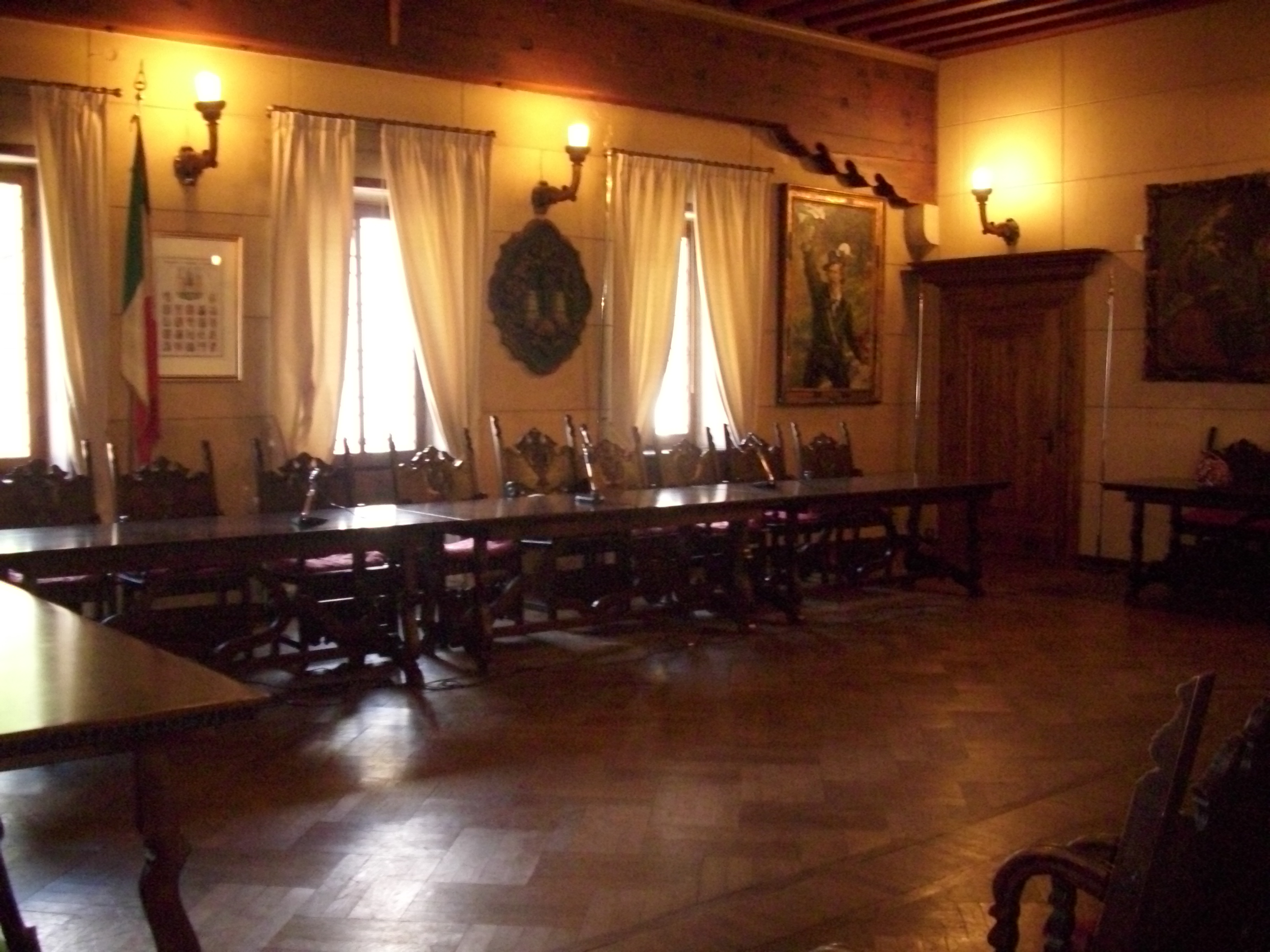
La sala del Consiglio
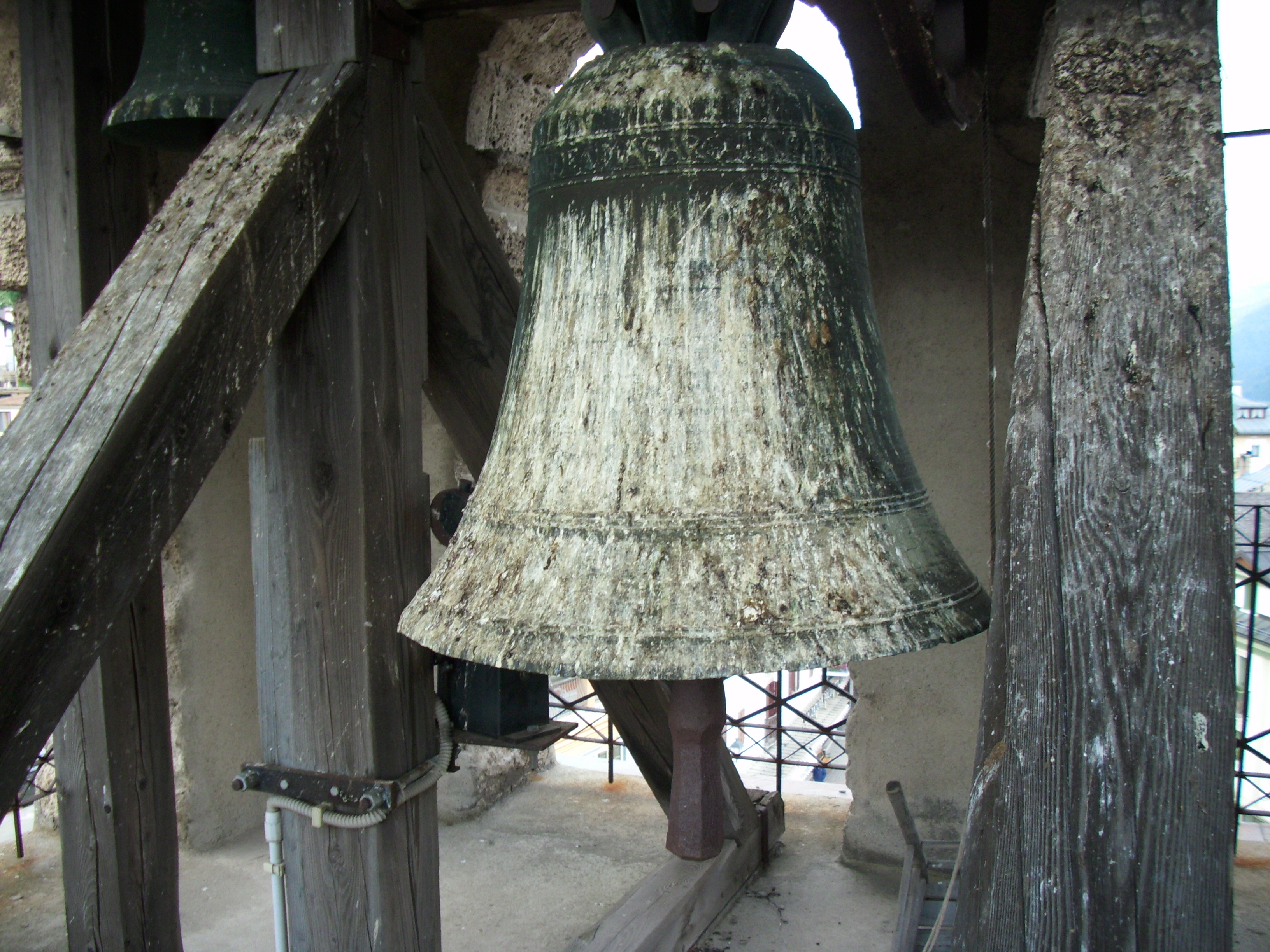
La campana dell'Arengo
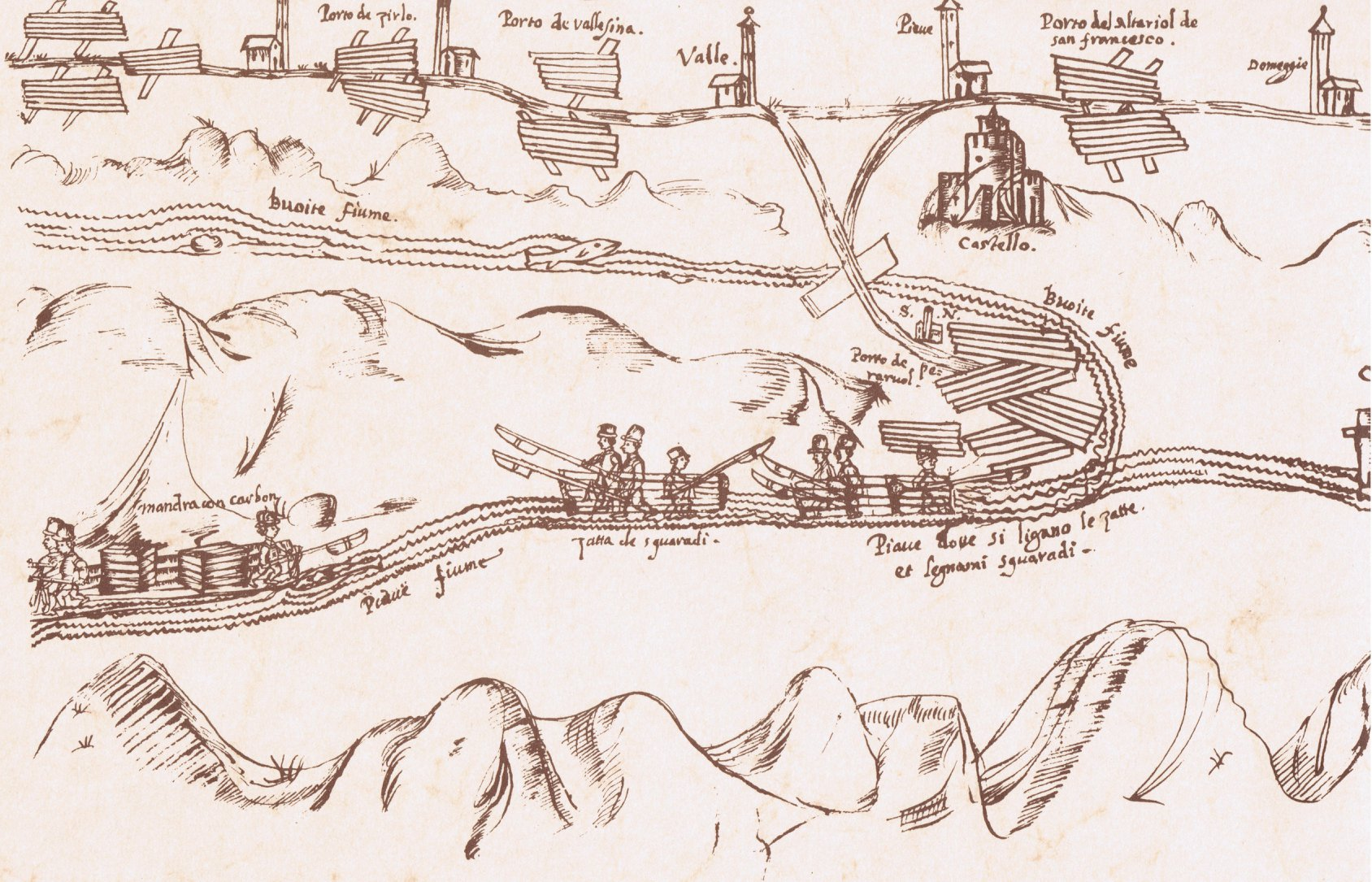
Leonardo Barnabò, la fluitazione del legname del Cadore